# 레이철 카파니
레이철 카파니(Rachael Carpani, 1980년 8월 24일 ~ )는 오스트레일리아의 배우이다.

## 출연 작품

### 영화
- 트라이앵글 (2009) - 샐리 역
- The Umbrella Man (2016)

### 텔레비전
- 맥클로드의 딸들 (2001-09)